# Ferring Kirke
Ferring Kirke ligger i landsbyen Ferring ca. 11 km V for Lemvig (Region Midtjylland). Indtil Kommunalreformen i 2007 lå den i Lemvig Kommune (Ringkøbing Amt), og indtil Kommunalreformen i 1970 lå den i Vandfuld Herred (Ringkøbing Amt).
Kor og skib er opført i romansk tid, koret af granitkvadre over skråkantsokkel, skibet af kampesten med hjørnekvadre. Syddøren er forsvundet under ombygninger, den retkantede norddør er tilmuret men ses i murværket. I skibets nordmur ses et tilmuret romansk vindue, der står som indvendig niche. I korets sydmur ses et spedalskhedsvindue. Tårnet er opført i sengotisk tid.
Gravene på kirkegården er hver for sig indhegnet med stakit, hvilket er en tradition i området, formodentlig har man valgt denne løsning, fordi levende hegn ville blive ødelagt af den kraftige blæst. Maleren Kristen Bjerre (død 1943) er begravet på kirkegården. Maleren Jens Søndergaard har hentet mange af sine motiver fra egnen, især fra den nærliggende Bovbjerg klint, tæt ved kirken kan man besøge Jens Søndergaards museum.
Korbuen er bevaret med skråkantede kragbånd, omkring korbuen ses spidsbuede sidealternicher. Skibet har fladt bjælkeloft, koret et ribbeløst hvælv. Altertavlen i renæssance er fra 1638. Prædikestolens malerier er udført af Poul Steffensen i 1912 (maleriet af Kristus og Den Rige Yngling, man ikke fik tilladelse til at bruge som alterbillede er formentlig identisk med maleriet nu i Åsum Kirke). I kirken ses et sengotisk krucifiks. I den nordre sidealterniche er anbragt en Maria-figur fra slutningen af 1200-tallet, over indgangsdøren er opsat en Kristus-figur.
Kalkmalerierne på skibets nordvæg blev afdækket i 1912-15 ved Eigil Rothe og genrestaureret i 1937 og 1958 ved Egmont Otto Lind. Efter flere forsøg valgte man i 1969 at aftrække dem og opsætte dem på nordvæggen. I korhvælvet fandt man i 1985 hjerteformede udsmykninger, som tillægges Lemviggruppen, imidlertid var de i så dårlig stand, at man valgte at overkalke dem igen.
På skibets nordvæg ses fra vest i det nederste bånd en stærkt beskadiget frise med motiver fra Ny Testamente. Kongerne hos Herodes, og Herodes befaler barnemordet. Den øverste frise aflæses fra øst mod vest, først ses hestebagkroppe på vej væk fra triumfvæggen, måske er det Kongernes drøm.
Muligvis har Passionshistorien fortsat på sydvæggen, hvor der er fundet rester. Den øverste bort på nordvæggen er rankeornamentik, der kan minde om vikingetidens ormeslyng. Kalkmaleriets stil kan minde om engelske bogillustrationer fra 900-tallet. De okkergule løver og de malakitgrønne blade viser figurbåndets farver. Baggrundens blå og røde farver ses bedst i indramningen.
Vest for nordvinduet ses en apokryf fremstilling af Flugten til Ægypten fra Pseudo-Matthæus, ifølge denne ankommer Den hellige Familie til Ægypten og går ind i et tempel for at overnatte. Man ser Maria med barn på æsel og Josef på vej ind i et tempel. I Pseudo-Matthæus beskrives, hvorledes løverne blev tamme, da de mødte Jesus, måske er løverne omkring træet over nordvinduet en hentydning til dette afsnit.
Templet som Josef går ind i er samtidig Jerusalem, der indgår i en fremstilling af Fristelserne. Her ses den første og anden fristelse i en simultanscene, Djævlen sidder med stene, som han ønsker Jesus skal forvandle til brød. Den anden fristelse, hvor Djævlen ønsker, at Jesus skal kaste sig ud fra Jerusalems tårne, for at vise han kan flyve, er også indfattet i dette billede. Det næste billede viser den tredje fristelse, hvor Djævlen tilbyder Jesus alverdens rigdomme, men Jesus modstår og Djævlen ligger afmægtig under et træ, der anklagende bøjer sig over fristeren. Frisen afsluttes med Indtoget i Jerusalem.
Den romanske granitfont har bægerblade på kummen og hjørnekløer på den firkantede fod.
Kirken er afbildet i C.F. Sørensens maleri Skibbrud efter en storm ved Jyllands vestkyst ud for Ferring Kirke fra 1848.
Fra omkring 1880'ernes begyndelse stammer Hans Smidths Fra Ferring ved Bovbjerg hvor kirken også ses.

## Eksterne kilder og henvisninger
- Wikimedia Commons har flere filer relateret til Ferring Kirke
- Ferring Kirke Arkiveret 11. februar 2011 hos  Wayback Machine på nordenskirker.dk
- Ferring Kirke  hos KortTilKirken.dk
- Ferring Kirke  i bogværket Danmarks Kirker (udg. af Nationalmuseet)